# Finansowanie społecznościowe
Finansowanie społecznościowe (ang. crowdfunding) – forma finansowania różnego rodzaju projektów przez społeczność, która jest lub zostanie wokół tych projektów zorganizowana. Przedsięwzięcie jest w takim przypadku finansowane poprzez dużą liczbę drobnych, jednorazowych wpłat dokonywanych przez osoby zainteresowane projektem. Upowszechnienie się internetu pozwala na łatwe informowanie o projektach i tworzenie wokół nich społeczności, co przyczyniło się do rozwoju zjawiska crowdfundingu. Określenie to jest zwykle używane w odniesieniu do zbiórek prowadzonych na stworzonych w tym celu platformach internetowych, rzadziej także przy pomocy serwisów społecznościowych lub blogów.
Zgodnie z przedstawioną definicją przez K. Króla w Finansowaniu społecznościowym jako źródle finansowania przedsiębiorstw w Polsce – „crowdfunding to rodzaj gromadzenia i alokacji kapitału przekazywanego na rzecz rozwoju określonego przedsięwzięcia w zamian za określone świadczenie zwrotne, który angażuje szerokie grono dawców kapitału, charakteryzuje się wykorzystaniem technologii teleinformatycznych oraz niższą barierą wejścia i lepszymi warunkami transakcyjnymi, niż ogólnodostępne na rynku”.
W Polsce działa Polskie Towarzystwo Crowdfundingu, które promuje określenie „finansowanie społecznościowe” jako polską nazwę dla zjawiska crowdfundingu, oraz którego celem jest kształtowanie otoczenia prawnego i gospodarczego tak, aby umożliwić powszechny dostęp do finansowania społecznościowego jako źródła kapitału w Polsce.

## Historia
Prototypem crowdfundingu była subskrypcja, popularna w XVIII, a nawet jeszcze XIX wieku. Kompozytor proponował zakup utworu zamożnym melomanom, i kiedy zgromadził wystarczającą liczbę subskrybentów, co dawało gwarancję, że utwór nie przyniesie strat, podejmował się druku. Dzięki subskrypcji ukazywały się najwcześniejsze utwory Beethovena. Późniejsze publikował już wydawca na własny koszt, płacąc kompozytorowi honorarium.
Za kolebkę nowoczesnego crowdfundingu uznaje się Stany Zjednoczone Ameryki. W roku 1997 amerykańscy fani brytyjskiej grupy rockowej Marillion w wyniku przeprowadzonej w internecie kampanii zebrali 60 tysięcy dolarów na sfinansowanie trasy koncertowej tegoż zespołu po Stanach Zjednoczonych. W późniejszym okresie zespół Marillion wykorzystał tę metodę finansowania przy tworzeniu albumów „Anoraknophobia”, „Marbles” i „Happiness Is the Road”.
W roku 2000 powstał portal ArtistShare.net – pierwsza platforma internetowa umożliwiająca muzykom finansowanie twórczości poprzez internetową zbiórkę środków od swoich fanów. Następne tego typu platformy powstają w 2006 i 2009 roku (Sellaband i Pledge Music). W roku 2008 powstał serwis Indiegogo, na którym możliwe było już finansowanie różnego rodzaju projektów, zaś w 2009 roku powstała platforma Kickstarter, największy portal crowdfundingowy na świecie. Od roku 2010 crowdfundingowe platformy internetowe zaczęły powstawać także w Europie.

## Różnica między crowdfundingiem a zbiórkami publicznymi
Mechanizm crowdfundingu zakłada wynagrodzenie przez projektodawcę osób wpłacających pieniądze na rzecz projektu, w formie wcześniej ustalonej. W przypadku zbiórki publicznej wpłacający są darczyńcami i nie otrzymują nic w zamian. Granica między obiema formami finansowania jest dość płynna. W crowdfundingu zdarzają się formy wynagrodzenia fundatorów mające charakter symboliczny. Z drugiej strony nietrudno sobie wyobrazić zbiórkę publiczną na cel społecznie użyteczny, z którego korzyści będą czerpać także darczyńcy. 27 sierpnia 2013 Rada Ministrów zaakceptowała projekt ustawy o zbiórkach publicznych, który przewiduje, iż nie będą wymagały one zezwolenia, a jedynie zgłoszenia na specjalnym portalu internetowym. Pierwszego kwietnia 2014 roku Prezydent Bronisław Komorowski podpisał ustawę o prowadzeniu zbiórek publicznych.
W świetle polskiego prawa crowdfunding można stosować w formie opartej na darowiznach, przedsprzedaży, pożyczkach, sprzedaży udziałów w spółkach z ograniczoną odpowiedzialnością oraz oferty publicznej sprzedaży akcji spółek akcyjnych.

## Formy wynagrodzenia
Jedną z form wynagradzania społeczności finansującej projekt jest przyszły udział w zyskach z projektu, bądź udział (współwłasność) w samym projekcie. Ten rodzaj crowdfundingu, zwany też crowdfundingiem udziałowym, jest coraz częściej wykorzystywany do finansowania startupów i jest w tym przypadku formą inwestycji. Drugą formą nagrody jest oferowanie wpłacającym produktu, którego wyprodukowanie będzie możliwe dzięki prowadzonej zbiórce, jest więc to forma przedsprzedaży. Mechanizm ten z powodzeniem wykorzystują muzycy, pozyskując w ten sposób środki na opłacenie studia nagraniowego i wydanie nowego albumu.
Projektodawca nie musi ograniczać się do wyżej wymienionych form wynagrodzenia dla członków społeczności finansującej projekt. Może ono przyjmować formę nagród rzeczowych czy świadczenia usługi na rzecz wpłacających lub innych form wynagrodzeń. Przykładem jest społecznościowe finansowanie produkcji filmowych, gdzie zależnie od wysokości wpłat nagrodą może być wymienienie nazwiska w napisach końcowych, udział w pokazie przedpremierowym, płyta DVD z filmem, udział w zdjęciach w charakterze statysty, aż po udział w zyskach z dystrybucji filmu. Crowdfunding może przybierać także formę pożyczki społecznościowej. Wtedy to wynagrodzeniem społeczności (pożyczkodawców) są określone w umowie odsetki.

## Rodzaje finansowanych projektów
Projektem może być dowolne przedsięwzięcie biznesowe, kulturalne, naukowe czy społeczne.
W biznesie będzie nim zarówno założenie nowej firmy, jak i rozwinięcie nowej działalności w ramach już istniejącej, realizacja konkretnego zlecenia, odnowienie parku maszynowego czy wprowadzenie na rynek nowego produktu lub usługi.
Projektami finansowanymi przez społeczności mogą być także produkcje filmowe i muzyczne, badania naukowe, tworzenie oprogramowania komputerowego bądź serwisów internetowych, organizacja imprez masowych, budowy obiektów użyteczności publicznej czy nawet kampanie wyborcze.

## Sytuacja prawna
Crowdfunding jest w większości krajów prawnie nieuregulowany. Pierwszą próbę prawnego uregulowania crowdfundingu podjął prezydent Stanów Zjednoczonych Ameryki Barack Obama, podpisując 5 kwietnia 2012 roku ustawę o nazwie „JOBS Act” i wchodzącą w jej skład Crowdfunding Act. W Polsce prace nad odpowiednimi uregulowaniami prawnymi zapowiedział Minister Administracji i Cyfryzacji Michał Boni. Poparcie dla rozwoju tego mechanizmu na terenie Unii Europejskiej zadeklarował komisarz Michel Barnier.

## Crowdfunding w Polsce
Do największych polskich firm crowdfundingowych w 2016 r. należały platformy PolakPotrafi.pl, Wspieram.to, OdpalProjekt.pl i Zrzutka.pl.